# Iwan Połbin
Iwan Siemionowicz Połbin (ros. Иван Семёнович Полбин; ur. 1?/14 stycznia 1905 w Rtiszczewie-Kamience, zm. 11 lutego 1945 we Wrocławiu) – radziecki dowódca wojskowy, generał major lotnictwa, dwukrotny Bohater Związku Radzieckiego (1942, 1945).

## Życiorys
Urodził się we wsi Rtiszczewo-Kamienka (od 1965 – Połbino), obecnie w rejonie majnskim obwodu uljanowskiego. W 1918 opuścił rodzinną wieś i zaczął pracować w brygadzie naprawczej na kolei. Wstąpił wtedy do Komsomołu. W 1927 wcielony do Armii Czerwonej. Następnie skierowany do wojskowej szkoły pilotów w Orenburgu, którą ukończył z wyróżnieniem w 1931. Po ukończeniu szkoły skierowany do lotnictwa bombowego na Dalekim Wschodzie. Pełnił tam służbę do 1941. W 1939 brał udział w walkach nad Chałchin-Goł.
W 1941 został dowódcą 150 pułku lotnictwa bombowego i po ataku Niemiec na ZSRR walczył w rejonie Smoleńska, Wielkich Łuków i Rżewa, w 1942 dowodził tym pułkiem w trakcie bitwy stalingradzkiej. Za walki w trakcie tej bitwy otrzymał 23 listopada 1942 r. tytuł Bohatera Związku Radzieckiego. W grudniu 1942 został dowódcą 301 Dywizji Lotnictwa Bombowego, a następnie od kwietnia 1943 dowódcą 1. Korpusu Lotnictwa Bombowego (przemianowany później na 6 Gwardyjski Korpus Lotnictwa Bombowego).
20 października 1943 dowodząc grupą 17 samolotów bombowych Pe-2 i 17 samolotów myśliwskich, napotkał grupę niemieckich samolotów bombowych. W czasie gdy samoloty myśliwskie nawiązały walkę z osłoną niemieckich samolotów bombowych, wydał rozkaz zaatakowania przez samoloty bombowe Pe-2 bronią pokładową niemieckich samolotów bombowych. Był to pierwszy przypadek w lotnictwie radzieckim takiego użycia samolotów bombowych. W trakcie tej walki lotnicy radzieccy zestrzelili 13 samolotów, z tego 6 zestrzeliły samoloty Pe-2, przy stracie 3 własnych maszyn.
Dowodzony przez niego korpus wziął udział w operacji lwowsko-sandomierskiej 1 Frontu Ukraińskiego w 1944, atakował szlaki komunikacyjne w rejonie Kielc i Rzeszowa. W operacji wiślańsko-odrzańskiej dowodził 6 Gwardyjskim Korpusem Lotnictwa Bombowego w składzie 1. Frontu Ukraińskiego. 11 lutego 1945 dowodził w powietrzu grupą 9 samolotów Pe-2, która zaatakowała baterię artylerii znajdującą się we Wrocławiu i ostrzeliwującą nacierające na miasto oddziały. W trakcie ataku samolot pilotowany przez Połbina został trafiony pociskiem i rozbił się, był to jego 157 lot bojowy. Cała załoga zginęła.
6 kwietnia 1945 pośmiertnie nadano mu po raz drugi tytuł Bohatera Związku Radzieckiego. 5 maja 1980 odsłonięto symboliczną mogiłę Iwana Połbina na cmentarzu oficerów radzieckich na Partynicach we Wrocławiu. Jego imię nosi także jedna z ulic na wrocławskim osiedlu Kozanów.

## Odznaczenia

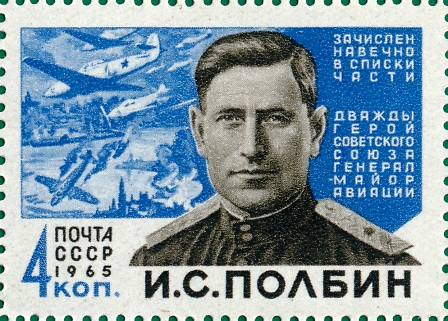
Iwan Połbin na znaczku pocztowym z okresu ZSRR.

- Złota Gwiazda Bohatera Związku Radzieckiego – dwukrotnie (1942[3], 1945)
- Order Lenina – dwukrotnie
- Order Czerwonego Sztandaru – dwukrotnie
- Order Suworowa II klasy
- Order Bohdana Chmielnickiego I klasy
- Order Wojny Ojczyźnianej I klasy
- Order Czerwonej Gwiazdy